# 微软
微軟是源自美國的跨國科技公司，於1975年由比爾·蓋茲與保羅·艾倫創立，總部位於美國华盛顿州的雷德蒙德，與亞馬遜、蘋果、谷歌、Meta並列為五大科技，同時為北美4大雲端服務提供者（CSP）之一。其中為研發、製造、授權及提供廣泛的電腦軟體服務為主要業務，最為著名且暢銷的產品是Microsoft Windows作業系統及Microsoft Office辦公軟體，其它子公司如Xbox遊戲業務等也都十分的著名。
公司成立初期,主要為Altair 8800發展和銷售BASIC直譯器，在1980年代中期藉著MS-DOS在家用電腦作業系統市場上取得長足進步，後來出現的Windows使得微軟逐漸統治了家用桌面電腦作業系統市場。同時微軟也開始擴大業務，進軍其它行業和市場，建立了MSN網站，在電腦硬體市場上，微軟商標及Xbox遊戲機、Zune和MSN TV家庭娛樂設備也在不同的年份出現在市場上。微軟於1986年首次公開募股，此後不斷走高的股價為微軟締造了四位億萬富翁和12,000位百萬富翁。
隨著公司的強大，微軟也受到越來越多的批評和責備，數十年來從未間斷。拒絕交易和捆綁銷售等做法招致垄断和不正當競爭的訴訟。美国司法部和歐盟委員會根據反托拉斯法均對微軟做出過不利裁定。
截至2015年，尽管在Android和iOS的竞争下，微软已经失去了绝大部分行動裝置的系统佔比，但在IBM PC兼容操作系统市场和办公软件套裝市场仍占据主导地位。该公司还为台式机，筆記型电脑，标签，小工具和服务器生产各种其他消费者和企业软件，包括互联网搜索（与Bing），数字服务市场（通过MSN），混合现实（HoloLens），云计算（Azure）和软件开发（Visual Studio）。
史蒂夫鲍尔默于2000年取代盖茨担任首席执行官，后来设想了“设备和服务”战略。随着微软在2008年收购 Danger 公司，于2012年6月首次进入个人电脑生产市场，随着微软 Surface 系列平板电脑的推出，以及随后通过收购诺基亚设备形成微软移动和服务部门。自萨蒂亚纳德拉于2014年接任首席执行官以来，该公司業務已多元化，除了原先的 Windows 、 Office 和遊戲主機業務，還發展 Surface 系列和雲服務，並更積極的參與開源，例如在2016年8月18日，宣布開源 PowerShell，並在Windows 業務、 Office 業務和 Xbox 業務之外新增對Linux平台的支援，發展 WSL，開源 Windows Terminal，收購 GitHub，.NET 框架 開源並跨平台，開源 VS Code，加強發展 Microsoft Azure 平台，Office 產品支援多平台。
2018年，微软曾一度超越苹果公司，成为全球最有价值的上市公司。在2019年4月，微软达到了1美元的市值，成为仅次于苹果公司第二家股價市值超过1美元的美国上市公司（按：亞馬遜公司2018年9月之盤中交易價即已曾超過1美元，但收盤時未能保持故不被視為正式紀錄）。2021年6月微軟市值首次突破2美金，成為第二家市值突破2美金的公司。微軟是美国《财富》杂志2015年评选的世界500强企业排行榜中的第95名。

## 歷史

### 起步（1975年–1984年）

蓋茨和艾倫和IBM簽定合同後合影

微软公司是由比爾·蓋茲和保羅·艾倫在1975年创立的。他們是小時候認識的朋友及高中同學，並對電腦編程充滿激情。他們利用他们的演講技能，意圖追求成功。1975年1月，MITS公司发售了Altair 8800大眾化微電腦和遙測系統，这令他們注意到，可以編寫一個BASIC直譯器賺錢。他們致電給Altair 8800的發明者（MITS），提出在該系統中執行BASIC。MITS公司表示感興趣，并要求艾倫和蓋茲進行示範。之後MITS公司聘請艾倫為Altair進行模擬器的開發工作，而蓋茲則開發直譯器。他们的工作十分出色，1975年3月MITS公司同意出售Altair BASIC。他們順利賺了第一桶金，於是蓋茲離開哈佛大学，並搬到MITS在新墨西哥州阿布奎基的總部。1975年4月4日，微軟正式成立，蓋茲為微軟執行長。他在1995年《財富》雜誌的一篇文章中回憶，原名“Micro-Soft”是艾倫想出來的，之後更改為“Microsoft”。在1977年8月，公司和日本ASCII雜誌簽署了一個協議，成立了其首個國際辦事處“ASCII Microsoft”。在1979年1月，公司搬遷到在華盛頓州貝爾維尤的新辦公室。
微軟在1980年開發了UNIX作業系統業務，叫做Xenix，並聘用聖克魯茲作業改編該作業系統以應用於不同操作平台。發表後受到歡迎，並鞏固了公司的霸主地位。1980年11月，微軟獲得了IBM公司的合同，這筆交易中，微軟要提供CP/M作業系統給即將到來的IBM個人電腦。但微軟沒有時間開發一個全新的系統，於是微軟從西雅圖電腦產品公司收購了86-DOS，並將它更名為MS-DOS，并授權給IBM使用；之後，IBM将自己获得的版本更名為PC-DOS，并安装在1981年8月發布的IBM PC上，但微軟仍保留了MS-DOS的所有版權。當時，因為IBM有PC-DOS的版權，所以其它公司无法在非IBM硬件上运行这一系统。但由於微軟仍握有MS-DOS的所有版權，微軟除了授權該軟體給IBM使用外，還與其他OEM廠商談判，將經過更改後的MS-DOS系統安裝到这些非IBM新電腦上。加上各種因素，微軟最終成為了領先的個人電腦作業系統的系統供應商。從此在非IBM硬體上便可運行微軟更改後的MS-DOS系統，从而完全改變了當時的電腦業的規則和生態。微軟在1983年擴大業務，發布微軟滑鼠，並成立微軟出版社進入新的市場。但不幸的是，保羅·艾倫患上霍奇金病，于同年2月向微軟辭職。

### Windows和Office（1984年–1994年）
| 微軟公司商標歷史 | 微軟公司商標歷史 |
| 商標             | 說明 |
| ---------------- | --- |
|                  | 1982年8月26日至1987年間使用。 |
|                  | 1994年至2006年間使用。 口號“Where do you want to go today?（今日你想去何地？）”（直譯為此，引申的意思是「微軟可以把你帶到任何你想去的地方」） |
|                  | 2006年至2011年間使用。 口號“Your potential. Our passion.（你的潛力。我們的動力。）”                                                           |
|                  | 2011年至2012年8月23日間使用。 口號“Be What's Next.（成為下一個未來）”                                                                         |
|                  | 2012年8月23日起使用至今。 四個顏色分別代表微軟的四大重要商品，红色：Office系列、綠色：Xbox家族、藍色：Windows系列、黃色：搜索                 |

1984年，微軟和IBM開始合作開發一款不同以往的作業系統OS/2。
1985年11月20日，微軟推出了首款Microsoft Windows的零售版，最初作為其MS-DOS系統的圖形拓展版本。於1986年2月26日，微軟將其總部搬到雷德蒙德。1986年3月13日，公司上市；股價的顯著上升為微軟締造了4位億萬富翁以及12000位百萬富翁。由於與IBM的合作夥伴關係，導致1990年聯邦貿易委員會開始對微軟的監視；標誌著與美國政府超過十年的法律衝突的開始。1987年，微軟終於為原始設備製造商提供了首款OS/2版本。OS/2有一個新的模塊化內核和Win32（API），基於MS-DOS的16位元Windows可更容易移植。但之後，OS/2的夥伴關係日趨惡化。
1990年，微軟推出其辦公套件Microsoft Office。該軟體綁定了辦公室生產力應用程式，如Microsoft Office Word和Microsoft Office Excel等。5月22日，微軟推出Windows 3.0。Windows 3.0有精簡的用戶介面，改進圖形效能和適合Intel 386處理器的改良。從此，Microsoft Office和Windows在各自領域佔據主導地位。
1994年7月27日，美国司法部提出的競爭影響報告書的一部分称：“從1988年開始，直到1994年7月15日，微軟誘導許多OEM廠商進行反競爭行為。原装电脑制造商為每台電腦向微軟支付版稅。”根据每台处理器许可证，原装电脑制造商会向其出售的每台包含特定微处理器的電腦向微软公司支付特许权使用费，而无论原装电脑制造商出售的是装有微软作業系統还是非微软作業系統的電腦。 如果没有使用任何微软产品，则对OEM（原装电脑制造商)使用竞争PC操作系统的行为应处以罚款或税收。自1988年以来，微软对每台处理器许可证的使用增加了。”

### 法律議題及網際網路（1995年–2007年）

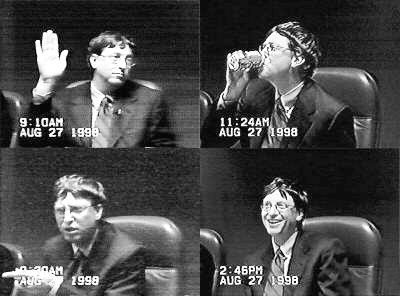
比爾·蓋茲於1998年美國訴微軟案出庭作證

1995年5月26日，比爾·蓋茲提出了“網際網路備忘錄”。1995年，微軟開始重新定義其產品，並擴大並進入電腦網路產品線和全球資訊網。該公司於1995年8月24日，發佈Windows 95。具有先發制人的多工功能，新的開始選單，和與32位元兼容的用戶介面，並提供Win32 API。Windows 95捆綁了線上服務MSN和IE。同時微軟也開始擴張業務，進軍其他行業和市場：與NBC合資建立MSNBC，拓展有線電視新聞業務。微軟發布Windows CE 1.0，一個新的作業系統，設計為低記憶體設備提供簡單操作，如PDA。1997年10月，司法部在聯邦地區法院提交了一項議案，稱微軟違反1994年簽署的一項協議，並要求法院责令微软停止将Internet Explorer捆綁於Windows。
2000年1月13日，比尔·盖茨將微軟執行長的位置交給史蒂夫·鮑爾默，然後為自己創造一個新的職位：首席軟件架構師。2001年10月25日，微軟發布Windows XP，是首個使用產品啟用與盜版競爭的Windows，然而Windows XP亦被部份使用者批評其安全漏洞與應用程式綁定（如Internet Explorer及Windows Media Player）等。2011年9月底前，Windows XP是世界上使用人數最多的作業系統，在2007年1月，Windows XP的市場占有率達歷史最高水平，超過76%。根據Netmarketshare公司對全球網路使用者的統計資料顯示，2012年8月份，統治作業系統市場長達11年之久的Windows XP最終被Windows 7超越。Windows XP成為有史以來銷量最大及最常用的作業系統，更令下一代的Windows Vista慘澹收場（Windows Vista的市場占有率最高只有18%）。2004年，微軟發布的Xbox遊戲機進入由索尼和任天堂主導的遊戲機市場。

### Windows Vista、Windows 7及行動裝置（2007年–2011年）

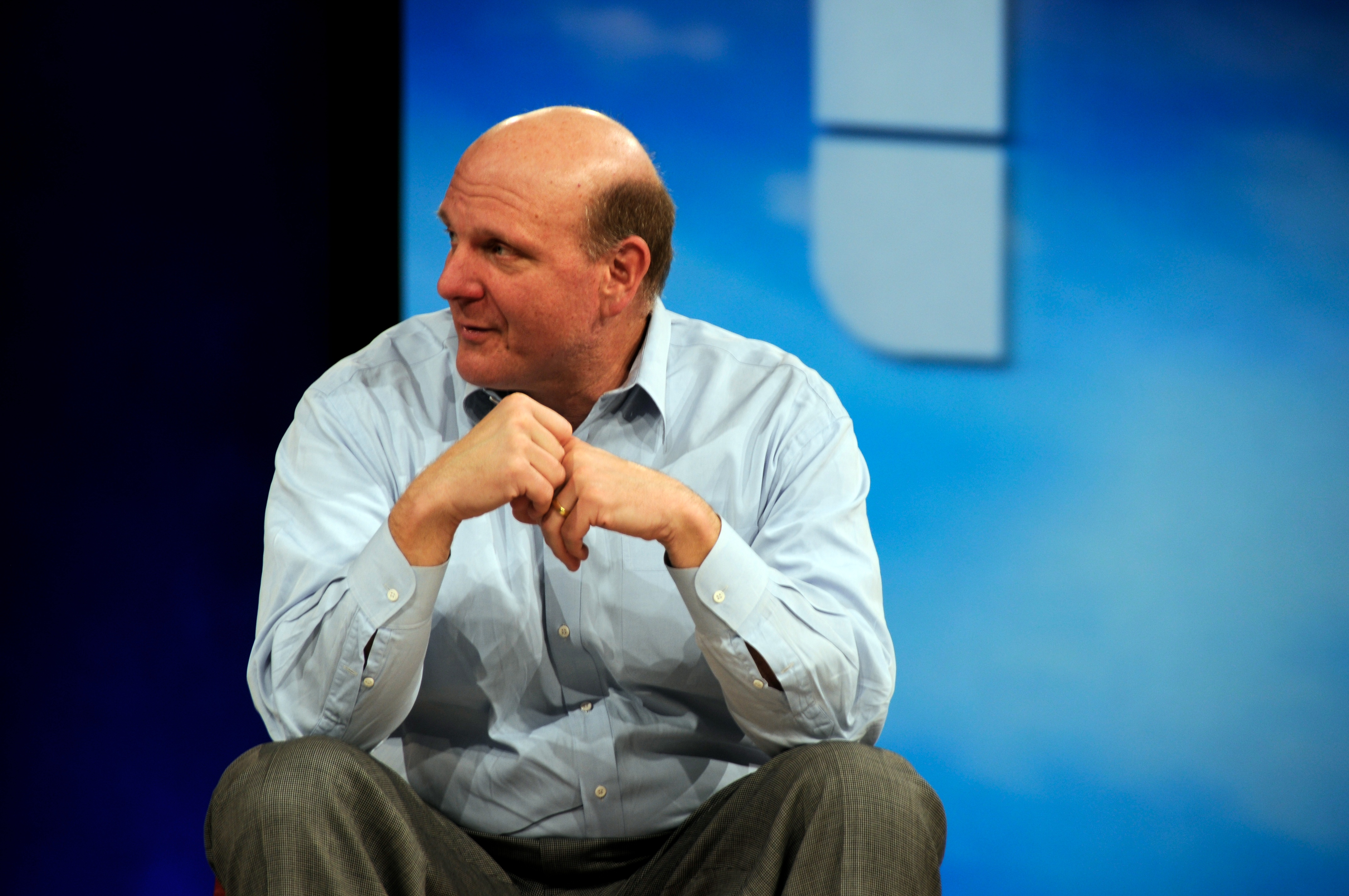
时任微軟執行長史蒂夫·巴爾默

在2007年1月30日，Windows Vista正式對普通用户出售。Windows Vista距離上一版本的作業系統Windows XP已有超過五年的時間，這是Windows歷史上間隔時間第二久的一次發佈(最久為Windows 11，間隔6年）。Windows Vista包含了上百種新功能；其中較特別的是新版的圖形用戶介面和稱為「Windows Aero」的全新視覺風格（要求較高的硬體需求）、加強後的搜尋功能、新的多媒體創作工具（例如Windows DVD Maker），以及重新設計的網路、音訊、輸出（列印）和顯示次系統。Vista也使用點對點技術提升了電腦系統在家庭網路中的示通信能力，將讓在不同计算机或裝置之間分享檔案與數位媒體內容變得更簡單。針對開發者方面，Vista使用.NET Framework 3.0版本，比起傳統的Windows API更能讓開發者能簡單寫出高品質的程式。Windows Vista是第一版只能支援在NTFS硬碟分割區上安裝Windows系統的Windows作業系統。
2008年6月27日，比爾·蓋茲退休後，除了重點項目加以指導外，而其餘時間都只當公司顧問。2008年10月27日推出的Windows Azure的服務平台，是該公司進入雲計算入門市場上第一步。2009年2月12日，微軟宣布有意圖開一個微軟品牌連鎖零售店，並於2009年10月22日第一家零售商店在亞利桑那州斯科茨代爾正式開幕當天，微軟正式發表Windows 7。其易於使用的功能和性能增強，不但是一個大改造的Windows Vista，亦是Windows 7的重點。Windows 7將更「以使用者為中心」。Windows 7在執行程式方面上有較大的改進；微軟將會在進步的前提下利用多種測量工具來測試作業系統，以增進其執行效率。Windows 7提高了螢幕觸控支持和手寫識別，支持虛擬硬碟，改善多核心處理器的運作效率，開機速度和内核改進。
隨著智慧型手機行業的蓬勃發展，從2007年開始，微軟努力保持與它的競爭對手蘋果和谷歌的現代化的行動作業系統距離。微軟於2010年4月12日上午在三藩市舉行記者會，發表新一代智慧型手機。2010年10月，微軟發佈Windows phone 7。Windows Phone是一個觸控操作模式行動作業系統，采用Windows CE 7内核。而Windows Phone 8採用和Windows 8相同的内核。微軟在發行這個作業系統時，主要的銷售對象是一般的消費市場，而非以前版本所瞄準的企業市場。在Windows Phone中，微軟將其使用介面套用了一種稱為“Metro”的設計語言（曾被使用於Zune中），並將微軟以及其它第三方的軟體整合到了作業系統中，以嚴格控制執行它的硬體。微軟更緊密地與智慧型手機製造商合作，如：諾基亞。在智慧型手機行業的新戰略，可望挽回失去的市場佔有率。

### Windows 8、Surface及收購諾基亞移動部門（2011年–2014年）

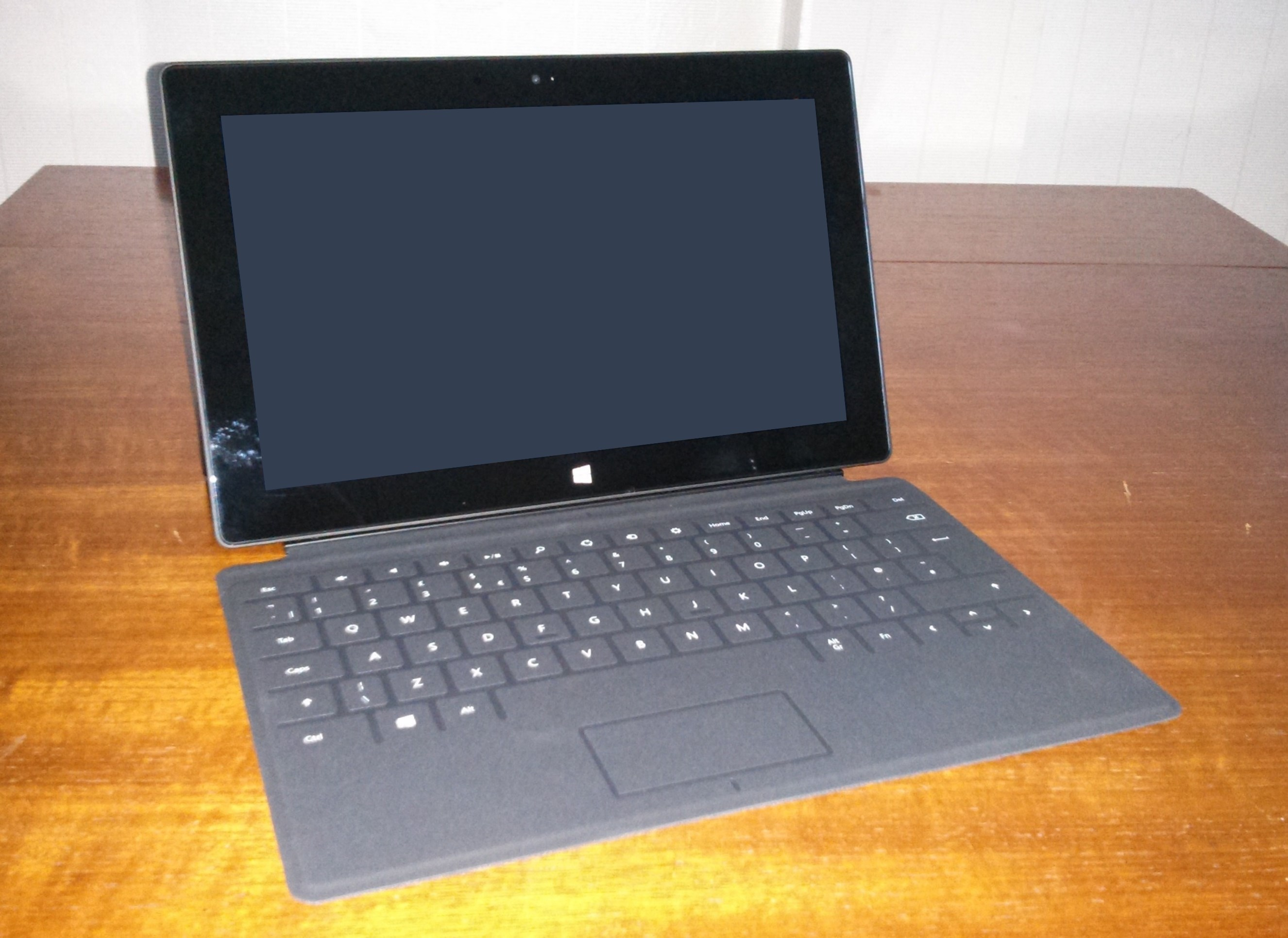
Surface RT

Windows 8是微軟公司改良研發中的下一代電腦作業系統，Windows 8試圖打造一個可在平板電腦、手提電腦、桌上電腦和智能手機等都能使用的跨平台作業系統，被認為是微軟反擊主導平板電腦及手提電話作業系統市場的蘋果電腦iOS和Google Android系統。該軟體除了具備微軟公司的傳統視窗系統顯示方式外，亦將強化更適合使用於觸控螢幕的平板電腦設計，使用類似Windows Phone作業系統中動態方塊（live tiles）界面，新系統可透過官方網上商店Windows Store購買軟體等新功能及特性。Windows 8於2012年8月第1周發布RTM版，並於10月26日正式上市。Windows 8.1中，微软发布了与Windows 8有区别的多个重要更新。微软公司于中原標準时间2013年10月17日发布Windows 8.1正式版。
平板電腦上，Microsoft Surface是一系列以Windows 8為作業系統的平板電腦。分別為Surface和Surface Pro，前者使用輝達處理器而後者使用英特爾處理器。並使用10.6英寸、長寬比16:9的高解析度螢幕。這款產品由微軟首席执行官史蒂夫·巴爾默在2012年6月18日於洛杉矶舉行的記者會上公開。10月26日推出。雖然產品有多項新嘗試，但銷量並不理想，截至2013年5月僅售出150萬部
。
2013年9月3日，微軟宣布將以約72億美元收購諾基亞公司幾乎全部的手機業務，當中购买設備與服務部門50亿，支付相關專利21.8亿。福布斯評論認為諾基亞是白菜價賤賣，“出售給微軟並不驚訝，驚訝的是出售時間和價格”並且“史蒂芬·埃洛普的動機將被仔細審視”。有媒體則指明埃洛普與微軟的CEO職位令人遐想。

### Windows 10 和新一代 Surface（2014年–2021年）
2014年9月15日，微軟公司宣布併購瑞典遊戲開發商Mojang，包含公司所有權和遊戲（如该公司所开发的《Minecraft》）的智慧財產權。收購金額為25億美元。
2014年9月30日，微软在美国西雅图的新一代Windows操作系统的发布会中亮相Windows 10技术预览版，并声称正式版将于2015年后半年发行。
2015年7月29日，微软发布新版Windows 10，擁有多工管理介面、生物识别解锁（Windows Hello）及全新的瀏覽器Microsoft Edge等數百種功能。微軟希望Windows 10能帶動PC市場增长，并改善旗下Windows Phone的系统功能及生态环境。
2015年7月29日，微軟 Windows 10在全球 190 個國家同步上市，符合硬件資格的正版 Windows 7 、 Windows 8.1 及 Windows Phone 8.1 裝置均能免費升級，預估全球將有數億 Windows 用戶受惠。
2015年9月23日，微軟在全球同步上市新版Office 2016。
2015年10月7日，微软发布新一代Surface Pro产品，以及全新的Surface Book，将Surface品牌扩大到笔记本领域。
2016年6月13日，微軟以每股196美元的价格，斥資262億美元現金收購商業社交平台領英。
2016年8月2日，微軟在官網宣布，Microsoft HoloLens 開發者版本已經在美國和加拿大開賣。
2016年10月26日，微软在秋季新品发布会上发布增强版的 Surface Pro 4 和 Surface Book，提高了其硬件配置。同时还发布了 Surface Studio 一体机和 Surface Dial 等辅助设备，将 Surface 硬件品牌再次扩大到纯桌面领域。
2018年6月4日，微软正式宣布以75亿美金收购GitHub。
2018年6月底，微軟和神州數字、熱酷策略結盟，開拓區塊鏈市場。神州數字的MasterDAX將使用Microsoft Azure作為其區塊鏈雲端平臺。
2018年8月，丰田通商开始与微软合作，使用Microsoft Azure应用套件创建与水管理相关的物联网技术的养鱼工具。水泵机制是由金代大学的研究人员部分开发的，利用人工智能来计算传送带上鱼的数量，分析鱼的数量，并根据鱼提供的数据推断出水流的有效性。 此过程中使用的特定计算机程序属于Azure机器学习和Azure IoT中心平台。 在2018年9月，微软停止了Skype Classic。尽管拥有超过60,000项专利，微软仍于2018年10月10日加入开放发明网络社区。在2018年11月，微软为Microsoft Azure引入了Azure多重身份验证。 2018年12月，Microsoft宣布了Project Mu，这是Microsoft Surface和Hyper-V产品中使用的统一可扩展固件接口内核的开源版本。 该项目推广了固件即服务的概念。同月，Microsoft宣布了Windows Forms和Windows Presentation Foundation的开源实现，这将使公司进一步朝着透明发行用于开发Windows桌面应用程序和软件的关键框架的方向发展。12月，该公司还终止了Microsoft Edge项目，转而支持其浏览器使用Chromium后端。
2019年7月22日微軟投資OpenAI $10億美元，雙方將攜手合作替Azure雲端平台服務開發人工智慧技術。其后的2022年11月30日，OpenAI发布了一个自然语言生成式模型，名为ChatGPT。
2019年10月，微软在例行更新Surface产品线的同时，发布了Surface Neo和Surface Duo两款新设备，进军双屏计算设备市场。其中Surface Neo 是一款由两块9英寸屏幕拼合起来的双屏笔记本设备，并搭载专门为双屏设备优化的Windows 10X操作系统。而 Surface Duo则是运行着定制版Android 系统的双屏手机设备，微软宣告终结失败的Windows Phone操作系统后，通过搭载Android系统再一次进军手机市场。
2020年9月，Microsoft 同意以75亿美金收购ZeniMax Media。
2021年4月，Microsoft洽谈收购Nuance Communications，估值160亿美金。
2021年7月，微软收購成立於2009年的網絡安全公司RiskIQ。

### Windows 11 和收購動視暴雪及其旗下工作室（2021年至今）
2021年10月初，微軟推出Windows 11作業系統，並開放符合硬體需求的Windows 10用戶免費升級。
2022年1月18日，微软宣布计划以687亿美元现金收购动视暴雪以及其旗下所有工作室，並將會把其現有以及未來所有遊戲加入Xbox旗下的Xbox Game Pass訂閱制服務。亦說明動視暴雪在交易完成前暫時不會有人事變動，交易完成之後整體運作將會交由Xbox部門的主管Phil Spencer負責。微軟也同時宣布Xbox Game Pass所有版本的訂閱人數正式突破2500萬人。随着英国竞争与市场管理局于2023年10月13日批准收购案，双方于同日正式完成收购。

## 企业文化

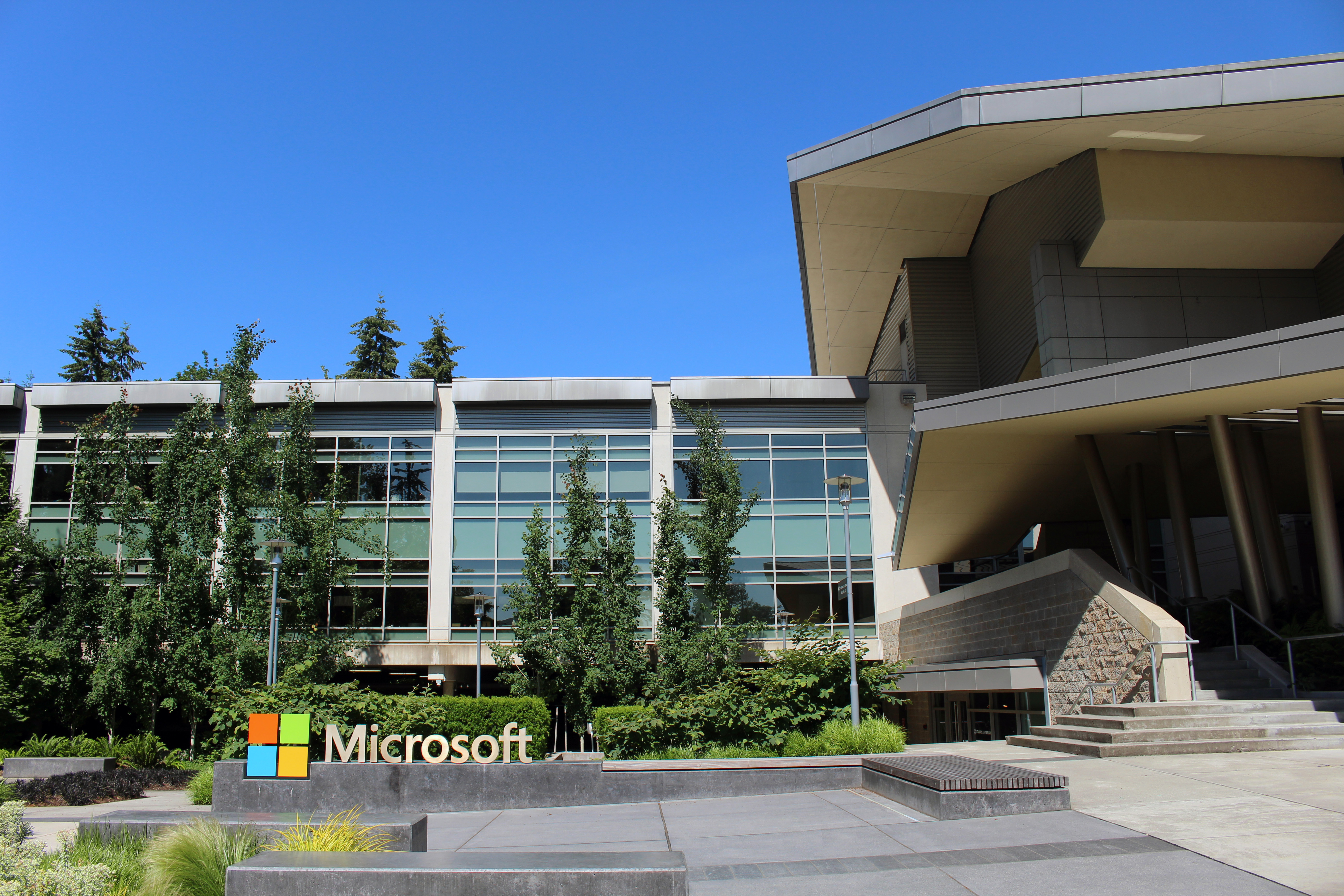
位于雷德蒙德的92号楼前微軟遊客中心入口

可通过微软开发人员网络（MSDN）获得有关开发人员的技术参考以及各种微软杂志（例如Microsoft Systems Journal（MSJ））的文章。 MSDN还为公司和个人提供订阅，而较昂贵的订阅通常可以访问微软软件的预发布Beta版本。 2004年4月，微软为开发人员和用户创建了一个名为Channel 9（第九频道）的社区站点，其中提供了Wiki和Internet论坛。另一个提供日常视频广播和其他服务的社区网站On10.net。传统上，免费的技术支持是通过联机Usenet新闻组以及过去由微软员工监控的CompuServe提供的。一个产品可能有多个新闻组。同事或微软员工可以选出有帮助的人作为微软最有价值专家（MVP）身份，这使他们有特殊的社会地位，并有可能获得奖励和其他福利。

## 部門結構

### 企業開發平台產品及服務部門
包括Windows用戶服務處、伺服器暨開發工具處、MSN事業處。產品和服務如Windows Live。Windows伺服器版本，如Windows Server。

### 商業部門
微軟商業部門生產的Microsoft Office和該公司的在線辦公軟體。軟體產品包括Word（文字處理器），Access（關係資料庫程式），Excel（電子表格程式）的，Outlook（Exchange Server）時，PowerPoint（演示軟體），和Publisher（桌面排版軟體）。後來又增加了一些其他產品，包括Visio，MapPoint，InfoPath和OneNote。

### 娛樂及設備製造部門
娛樂及設備部生產的嵌入式系統和Windows智能手機。

## 产品
微軟公司試圖在其產品周圍建立「生態體系」，以為其產品以及品牌增值，同樣這麼做的還有蘋果、Google、三星、小米等同業。

### 軟體產品
微軟生產的軟體產品包括了以下很多的種類：
- Microsoft Windows - 稱為「Windows」的圖形作業系統；有很多版本。個人版、企業版最新版本是Windows 11。伺服器最新版本是Windows Server 2022。Microsoft Windows幾乎預裝在所有的IBM相容的个人电脑上。
- MS-DOS - 微軟公司的早期產品，它是一個命令行界面的簡單作業系統。早期的Microsoft Windows版本要在MS-DOS下運行，但是到了Windows NT以及以後的產品已經可以脫離MS-DOS運行了，但基於用戶因軟硬體在Windows NT不能正常運作，微軟同時間繼續推出Windows 95，Windows 98，Windows Me在MS-DOS下運行的過渡產品。
- Microsoft Office(现已更名为Microsoft 365) - 它是微軟公司的辦公室套裝軟體，根據版本不同可能包括Microsoft Word、Microsoft Excel（电子试算表）、Microsoft Access（数据库管理系统）、Microsoft PowerPoint（簡報製作）、Microsoft Outlook（個人郵件和日程管理）、Microsoft OneNote（电子笔记）、Microsoft SharePoint Designer（所見即所得的網頁編輯軟體）、Microsoft Project（專案管理）和Microsoft Publisher（電子排版）等軟體。微軟也為麦金塔电脑生產使用於蘋果電腦的版本。
- Microsoft SQL Server - 是由微軟公司所推出的關係數據庫解決方案。
- Internet Information Services - 微軟公司所推出的网页伺服器軟體，类似在互联网上被广泛使用的Apache，同时可以解释ASP动态网页。
- Internet Explorer - 微軟的網頁瀏覽器。它曾經是世界上使用最廣泛的一種瀏覽器，2022年6月15日停止服務走入歷史。從Windows 95開始，預裝在微軟各版本的Windows中。它在麦金塔电脑上也可以使用。微軟投資了四億美元把瀏覽器預裝在蘋果电脑上。主要搜尋引擎為bing。
- Windows Media Player - 它是一個用於播放音乐和影片的應用程式。
- Microsoft Azure - 為微軟為雲端服務的品牌，好處是企業不需要有實體的伺服器就可以建立自己的系統服務。
- Microsoft Edge - 微软的浏览器，是 Windows 10 操作系统的默认浏览器
- 微軟也生產一系列參考產品，例如百科全书和地圖冊，使用Encarta的名稱。
- 微軟還開發用於應用系統開發的集成開發環境，命名為Microsoft Visual Studio。目前已發佈用於.NET環境編程的相應開發工具Visual Studio。
- 開源編輯器 Visual Studio Code
- Xbox 業務
- PowerShell
- Windows Terminal
- .Net 開源平台

#### 遊戲
- 《光环》系列：
  - 第一代：《光环：戰鬥進化》
  - 第二代：《光环2》
  - 第三代：《光环3》
  - 第四代：《光环4》
  - 第五代：《光环5:守護者》
  - 外傳：《光环：星環戰役》
  - 外傳：《光环3：ODST》
  - 外傳：《光环：瑞曲之战》
  - 复刻版：《光环：最后一战 复刻版》
  - 合集：《光环：士官长合集》
  - 复刻版：《光环：星環戰役决定版》
  - 外傳：《光环：斯巴达突袭》
  - 外傳：《光环：斯巴达进攻》
  - 外傳：《光环：光环战争2》
- 《帝国时代》系列：

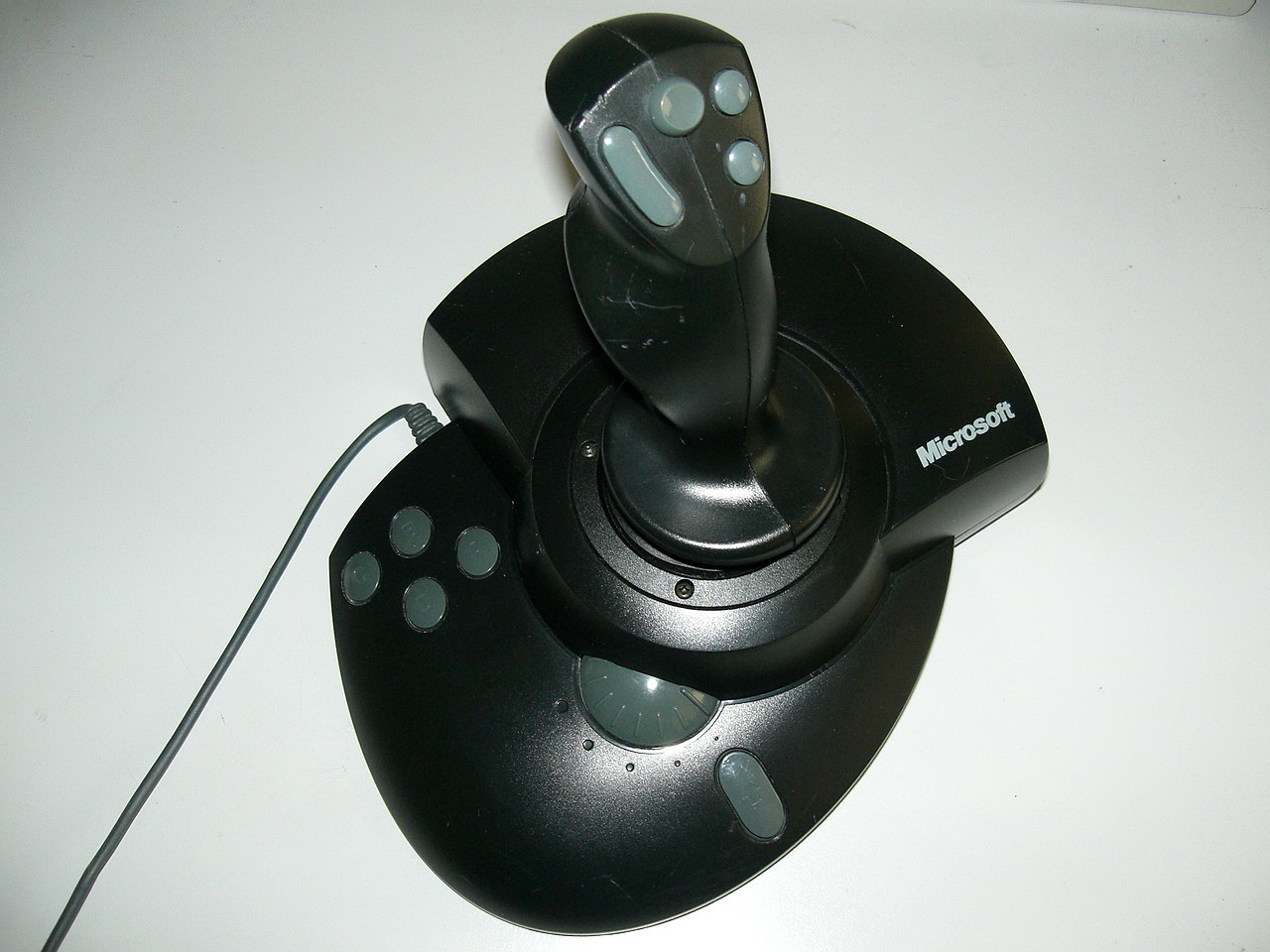
微軟遊戲搖桿

  - 第一代：《帝国时代》、《帝国时代：罗马复兴》
  - 第二代：《帝国时代II:帝王世纪》、《帝国时代II：征服者入侵》
  - 第三代：《帝国时代III》、《世紀帝國III：群酋爭霸》、《帝国时代III：亞洲王朝》
  - 第四代：《世紀帝國IV》
  - 外傳：《帝国时代Online》
  - 復刻版：《帝国时代II：失落的帝国》、《世紀帝國II：非洲王國》、《世紀帝國II：決定版》
  - 衍生作：《神话世纪》
- 《王国的兴起》系列：
  - 《王國的興起》
  - 《王國的興起：政權保衛戰》
  - 《王國的興起：傳說再現》
- 《戰爭機器系列》系列：
  - 第一代：《戰爭機器》
  - 第二代：《戰爭機器2》
  - 第三代：《戰爭機器3》
  - 第四代：《戰爭機器4》
  - 外傳：《戰爭機器：審判》
- 《Forza Motorsport系列/極限競速系列》系列：
  - 第一代：《極限競速》
  - 第二代：《極限競速2》
  - 第三代：《極限競速3》
  - 第四代：《極限競速4》
  - 第五代：《極限競速5》
  - 第六代：《極限競速6》
  - 第七代：《極限競速7》
  - 衍生作第一代：《極限競速 地平線》
  - 衍生作第二代：《極限競速 地平線2》
  - 衍生作第三代：《極限競速 地平線3》
  - 衍生作第四代：《極限競速 地平線4》
  - 衍生作第五代：《極限競速 地平線5》
- 《Kinect 大冒險》
- 《微軟模擬飛行》
- 《微軟模擬列車》
- 《瘋狂城市賽車》系列
- 《魔幻戰士》
- 《我的世界》
- 《Scrolls》
- 《Cobalt》

### 硬體產品

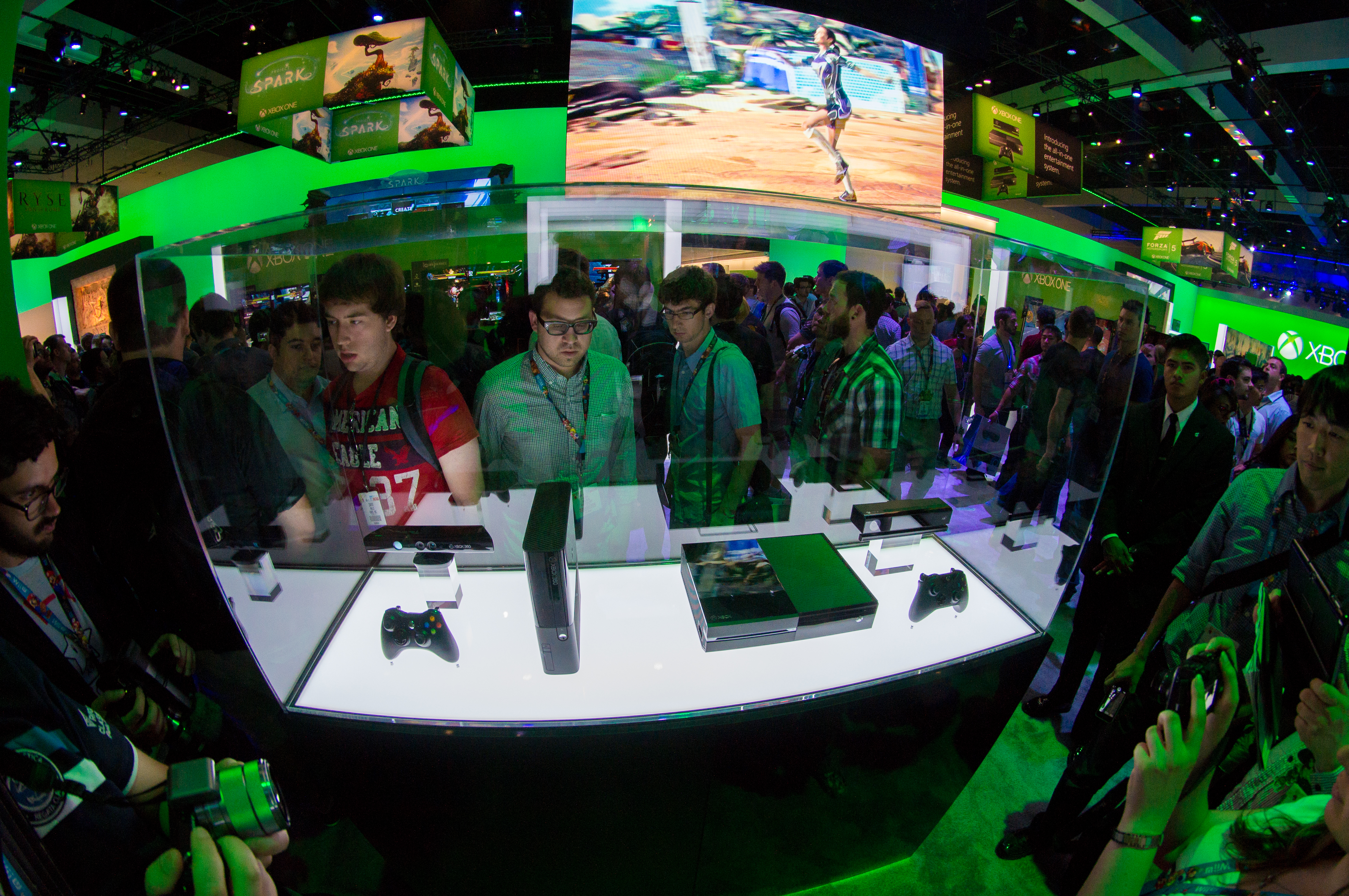
2013年Xbox One發表會

雖然微軟總體上是一家軟體公司，它也生產一些電腦硬體產品，通常用來支援其特殊的軟體商品策略：
- 早期的一個例子是微軟滑鼠，用來鼓勵更多用戶使用微軟作業系統的圖形用戶介面。由於使用GUI而不用到鼠標是很罕見的，因此鼠標的流行會幫助更多用戶使用Windows。微軟確立了IntelliMouse（中鍵帶滾輪的鼠標）鼠標標準，新增的滾輪方便了用戶在瀏覽網頁時上下翻頁。
- 微軟還售賣鍵盤、網路鏡頭、遊戲桿等硬體產品。
- 公司還購買了網際網路裝置公司WebTV，以支援其MSN網際網路服務。
- 2001年公司推出的Xbox遊戲機標誌著公司開始進入價值上百億美元的遊戲終端市場，這個市場之前一直由索尼公司和任天堂兩家公司主導。
- 2005年微軟推出Xbox的後繼機種Xbox 360，雖然其主要的競爭對手索尼公司的PlayStation 3遊戲機由於數次延期至2006年11月發售，但由於缺貨與日本的消費慣性等各種因素，Xbox 360的初期推廣並不很順利，但仍在一年後PlayStation 3推出前賣出了1000萬部的銷售量。[84]Xbox 360由於設計缺陷導致3紅問題也引起了玩家的不滿，最終在壓力下微軟承認了3紅事實，並實行3年免費更換服務。
- 2006年11月14日微軟推出Zune可攜式媒體播放器，並開始在美國上市。[84]
- 2008年微軟將為一级方程式赛车所有車隊供應統一規格的行車電腦系統。[84]
- 2010年微軟推出Kinect体感拾取器，初期仅作为游戏机Xbox360的外设装备。
- 2012年6月微軟發布Surface平板電腦，打破創立37年以來不生產電腦主機做法。
- 2013年5月21日微軟在記者會上發布了Xbox One[85][86]。于2013年11月22日正式发售。
- 2016年8月2日，微軟在官網宣布 Microsoft HoloLens 開發者版本已經在美國和加拿大開賣。
- 2016年8月2日，2TB版本的Xbox One S开始发售。[87]同月23日，1TB和500GB版本的Xbox One S开始发售。[88]
- 2017年11月7日，Xbox One X正式发售，售价499美元。[89]

### 網路產品
- 1990年代中期，微軟開始將其產品線擴張到電腦網路領域。微軟在1995年8月24日推出了線上服務MSN。MSN是美國在線的直接競爭對手，也是微軟其他網路產品的主打品牌。
- 1996年，微軟以及美國的廣播業巨擘NBC聯合創立了MSNBC，一個綜合性的24小時新聞頻道以及在線新聞服務供應商。
- 1997年末，微軟收購了Hotmail，最受歡迎的webmail服務商。Hotmail被重新命名為MSN Hotmail，並成為Microsoft Account，一個綜合登入服務系統的平台，現在更改名稱為Outlook.com。
- Windows Live Messenger是一個即時通訊程式，由微軟在1999年推出，是美國在線的AOL Instant Messager、ICQ、QQ的主要競爭對手，2013年10月31日停止服務 。
- 2011年5月10日，宣布以85億美元併購Skype。

### 培訓
微軟創立了多所培訓中心，旨在訓練出精通各樣微軟及配合公司環境的專家。目前最著名就是2012年10月最新改版的MCSE。
2012年10月，微軟因應考古題氾濫以及認證與實務相差甚遠的詬病，改採用新一代的雲端解決方案，配合私有雲建置、虛擬化、BI、自動化等，來識別認證的技能，並且以Solutions為主軸，IT技術為輔助，考試大幅加重了實作考題，和以前用認證的制度相比，解決（Solutions）字代表的是更廣泛，較無明顯界定的專業技術範圍，且取消一試就發一張MCTS的制度，取消證照永久效用，改以兩、三年再認證機制，減少85％認證數目，廢除過期考試科目及證照。
- MCSM（Microsoft Certified Solutions Master，微軟認證解決方案大師）
- MCSE（Microsoft Certified Solutions Expert，微軟認證解決方案專家）
- MCSD（Microsoft Certified Solutions Developer，微軟認證開發專家）
- MCSA（Microsoft Certified Solutions Associate，微軟認證解決方案技術師），考科有Windows Server 2012、Windows 8、Visual Studio、SQL Server 2012。
- MCPD考科有桌面端、網頁端、協作平臺端等3個開發領域的考試認證。

### 微軟MVP
微軟最有價值專家（Microsoft Most Valuable Professional（MVP）），是那些具備一種或多種微軟技術專業知識，在微軟相關技術社群中貢獻突出的專家。目前全球大約有4200位以上MVP，以美國的人數最多，中國大陸約有240位，台灣約有110位。

## 微軟中國研發集團
微軟中國研發集團於2006年1月18日正式宣佈成立，由微軟亞洲研究院、微軟亞洲工程院、微軟中國研發集團戰略合作部，以及分佈於北京、上海、深圳的多個產品研發機構組成，集團以矩陣式架構統一和協調微軟在中國所有的研究及開發事務。張亞勤任集團董事長，張宏江任集團首席技術官。

### 微軟亞洲研究院
1998年11月5日，微軟公司在北京成立微軟中國研究院，並於2001年11月1日將其正式更名為微軟亞洲研究院。微軟亞洲研究院是微軟公司在海外開設的第二家基礎科研機構，也是亞洲地區唯一的基礎研究機構。現任研究院院長是洪小文博士。

## 軼事

### 政治影響力
根據政治反應中心（Center for Responsive Politics，opensecrets.org）網站的數據，微軟在一次的美國聯邦選舉的政治捐款中，43%給了民主黨，57%給了共和黨。

### 造就的億萬富翁
微軟最富裕的幾個人的資產甚至可以傲視許多其他跨國大公司的創始人。在微軟富翁當中進入「十億美元超巨富級」的有：
- 比尔·盖茨，微軟創始人，現已退休[90]，自1995～2007年，年年蟬聯《富比士》全球億萬富翁排行榜第一位。[91]2013年，盖茨重登全球億萬富翁排行榜第一位。
- 保羅·艾倫，已故微軟創始人，第32位。

（2009年資料）。
- 史蒂夫·巴爾默，首席執行官，現已退休，第29位。

（2009年資料）。

## 裁员
美国时间2014年7月17日，全球软件巨头微软公司宣布，受精简机构与整合诺基亚手机业务部门的影响，公司将在今后一年削减1.8万个工作岗位。其中，约1.25万被裁员工将来自刚刚并购过来的诺基亚设备与服务部门（主要为手机业务）。这将是公司历史上规模最大的一次裁员。

## 被入侵
2017年10月17日，5位前微軟員工稱，四年前微軟用於追蹤自主軟體漏洞內部資料庫被入侵，微軟在2013年發現到資料庫被駭客入侵，但微軟隨後並未公開被攻擊的嚴重程度，5位前員工被採訪描述此事件，微軟拒絕回應。
藍屏死機
2024年7月19日，微軟因CrowdStrike(CRWD.US)對「獵鷹感測器」軟體的更新，導致其Windows 365雲端PC出現了藍屏死機的問題，並登上全球新聞熱搜。

## 合夥關係
在 Linux 與 Novell （Micro Focus 的子公司，OpenSUSE 的母公司（SUSE 已被出售））合作。
2019年5月2日，微軟和J.P. Morgan（摩根大通）宣布，他們將以合作夥伴關係去加速企業區塊鏈的採用，並使 J.P. Morgan 和 Microsoft 客戶能夠在雲端中構建和擴展區塊鏈網路。

## 區塊鏈發展
2019年5月，微軟推出一個直接建立在比特幣區塊鏈上的大型科技公司的第一個分散式基礎設施。 這個名為"Ion"的開源項目涉及網路如何相互通訊的基礎機制。

## 批評及爭議
Facebook創辦人馬克·祖克柏出生時（1984年5月14日）被稱為「第二蓋茲」，自2002年（18歲）就拒絕微軟，他哈佛大學時代就成立了社群網路服務Facebook。微軟入駐Facebook以來，對與微軟有關的照片來發送。Windows Phone自Windows 10推出以來，行動作業系統的後續系統為Windows 10 Mobile，但由於种种原因發生爭議。
2014年9月23日，微軟宣布將自家旗下的雲端硬碟品牌OneDrive的免費用戶永久儲存空間上調至15GB，使用備份照片可再次獎勵15GB。但此前尚未註冊的用戶於2015年12月31日將會縮減至5GB，Office365的訂閱用戶不能繼續保持無限儲存空間。Microsoft程式的終端使用者授權協定經常被嚴厲批評。

### 引用
1. 1 2  . 微軟.   [2005-10-01]. （原始内容 (doc)存档于2005-10-08） （英语）.
2. ↑  Benjamin J. Romano. . 西雅图时报. 2008-06-20  [2009-03-27]. （原始内容存档于2009-03-31） （英语）.
3. ↑  Chapman, Merrill R., In search of stupidity: over 20 years of high-tech marketing disasters (2nd Edition) , Apress, ISBN 978-1-59059-721-7
4. 1 2  Julie Bick. . 纽约时报. 2005-05-29  [2006-07-03]. （原始内容存档于2006-04-12） （英语）.
5. 1 2  Hiawatha Bray. . 波士頓環球報. 2005-06-13  [2008-08-18]. （原始内容存档于2009-03-22） （英语）.
6. ↑  . U.S. Department of Justice.   [2005-08-05]. （原始内容存档于2005-08-04）.美国司法部网页
7. ↑  .   [2019-04-29]. （原始内容存档于2012-04-18）.
8. ↑  . iThome.   [2020-04-11]. （原始内容存档于2020-04-11） （中文（繁體））.
9. ↑  .   [2019-09-18]. （原始内容存档于2019-04-24）.
10. ↑  .   [2016-04-04]. （原始内容存档于2016-04-08）.
11. 1 2  . Microsoft Visitor Center Student Information.   [2005-10-01]. （原始内容 (doc)存档于2013-10-21）.
12. 1 2  . BBC News (BBC). 2006-07-15  [2010-07-17]. （原始内容存档于2006-06-22）.
13. ↑  http://money.cnn.com/magazines/fortune/fortune_archive/1995/10/02/206528/index.htm （页面存档备份，存于） 1995 Fortune magazine article
14. ↑  Staples, Betsy. . Creative Computing. 1984-08, 10 (8): 192  [2010-07-15]. （原始内容存档于2011-05-11）.
15. ↑  Dyar, Dafydd Neal. . Computer Source. 2002-11-04  [2010-07-14]. （原始内容存档于2006-09-01）.
16. ↑  Jason Levitt. . Information Week. 2000-06-12  [2006-04-29]. （原始内容存档于2006-11-05）.
17. ↑  Dafydd Neal Dyar. . Computer Source. 2002-11-04  [2006-07-04]. （原始内容存档于2006-09-01）.
18. ↑  . Books.google.co.uk. 2002  [2011-05-29]. ISBN 9780471205951.
19. ↑  . Smart Computing (Sandhills Publishing Company). 2002-03, 6 (3)  [2008-08-18]. （原始内容存档于2004-04-05）.
20. ↑  Blaxill, Mark; Eckardt, Ralph. . Portfolio Hardcover. 2009-03-05  [2010-07-07]. ISBN 1591842379.
21. ↑  . Trademark Applications and Registrations Retrieval. USPTO.   [2010-08-13]. （原始内容存档于2012-10-15）.
22. ↑  . Wired. 1998-12  [2008-01-08]. （原始内容存档于2012-10-15）.
23. 1 2  Schmelzer, Randi. . Adweek. 2006-01-09  [2008-08-18]. （原始内容存档于2012-10-15）.
24. ↑  . Microsoft. 2012-08  [2012-08-23]. （原始内容存档于2012-08-25）.
25. ↑  Manek Dubash. . Techworld. IDG. 2005-07-19  [2005-07-05]. （原始内容存档于2007-08-13） （英语）.
26. ↑  Chapman, Merrill R., In search of stupidity: over 20 years of high-tech marketing disasters (2nd Edition), Apress, ISBN 978-1-59059-721-7
27. ↑  . 微軟（Most Valued Professional）.   [2008-08-18]. （原始内容存档于2008-10-27） （英语）.
28. ↑  . Wired. 2002-11-04  [2010-07-17]. （原始内容存档于2010-04-19）.
29. ↑  . Microsoft.   [2008-08-18]. （原始内容存档于2008-12-27） （英语）.See May 1987 releases.
30. ↑  Thurrott, Paul. . winsupersite.com. Penton Media. 2003-01-24  [2010-07-15]. （原始内容存档于2010-06-04）.
31. ↑  Athow, Desire. . ITProPortal. 2010-05-22  [2012-04-04]. （原始内容存档于2012-03-25）.
32. ↑  Miller, Michael. . PC Magazine. Ziff Davis. 1998-08-01  [2010-07-03]. （原始内容存档于2012-10-12）.
33. ↑  McCracken, Harry. . PC World. IDG. 2000-09-13  [2006-07-04]. （原始内容存档于2009-05-06）.
34. ↑  . Justice.gov.   [2011-05-11]. （原始内容存档于2011-05-10）.
35. ↑  .   [2019-10-03]. （原始内容存档于2019-06-05）.
36. ↑  Borland, John. . CNET (CBS Interactive). 2003-04-15  [2010-06-16]. （原始内容存档于2011-11-16）.
37. ↑  Cope, Jim. . Smart Computing (Sandhills Publishing Company). 1996-03, 4 (3)  [2010-07-16]. （原始内容存档于2004-07-06）.
38. ↑  Pietrek, Matt.  (PDF). IDG. 1996年3月  [2010-07-17]. ISBN 1-56884-318-6. （原始内容 (PDF)存档于2011-05-14）.
39. ↑  . Marketplace. American Public Media. 1996-07-15  [2016-09-13]. （原始内容存档于2004-08-23）.
40. ↑  Tilly, Chris. . HPC:Factor.   [2008-08-18]. （原始内容存档于2008-09-21）.
41. ↑  Markoff, John. . The New York Times. 2002-06-20  [2010-07-07]. （原始内容存档于2011-05-11）.
42. ↑  Stajano, Frank.  (PDF). Software Security—Theories and Systems. Lecture notes in computer science (Springer-Verlag Berlin Heidelberg). 2003, 2609: 16–27  [2010-07-06]. ISBN 978-3-540-00708-1. ISSN 0302-9743. doi:10.1007/3-540-36532-X_2. （原始内容存档 (PDF)于2011-01-28）.
43. ↑   (新闻稿). Port Washington, New York: NPD Group. 2002-02-07  [2015-01-28]. （原始内容存档于2004-08-14）.
44. ↑  Conte, Natali Del. . PC Magazine (Ziff Davis, Inc.). 2006-06-15  [2010-07-17]. （原始内容存档于2010-04-20）.
45. ↑  Fried, Ina. . CNET. CBS Interactive. 2008-10-27  [2010-07-06]. （原始内容存档于2011-05-10）.
46. ↑  Fried, Ina. . CNET. CBS Interactive. 2009-02-12  [2010-07-17]. （原始内容存档于2011-05-10）.
47. ↑  Gaynor, Tim. . Reuters. 2009-10-22  [2010-07-03]. （原始内容存档于2011-02-04）.
48. ↑  Mintz, Jessica. . MSNBC. Associated Press. 2009-10-22  [2012-04-04]. （原始内容存档于2012-11-20）.
49. ↑  Steven Levy. . 2007-02-03  [2012-04-20]. （原始内容存档于2007-03-31）.
50. ↑  Bill Gates. . 2007-05-12  [2012-04-20]. （原始内容存档于2008-05-14）.
51. ↑  史蒂芬·辛諾夫斯基. . Engineering Windows 7. Microsoft. 2008-12-15  [2008-12-18]. （原始内容存档于2008-12-19）.
52. ↑  . Windowsvienna.com.   [2009-05-25]. （原始内容存档于2009-05-03）.
53. ↑  . Blogs.zdnet.com. 2008-09-30  [2009-05-25]. （原始内容存档于2009-02-01）.
54. ↑  . PcTips Box. 2008-10-05  [2009-05-25]. （原始内容存档于2009-04-15）.
55. ↑  . Vista.Blorge. 2008-09-30  [2009-05-25]. （原始内容存档于2009-05-10）.
56. ↑  .   [2010-04-13]. （原始内容存档于2013-10-19）.
57. ↑  .   [2008-05-31]. （原始内容存档于2008-06-10）.
58. ↑  Peter Bright. . 2010-03-16  [2010-11-20]. （原始内容存档于2011-03-19）.
59. ↑  .   [2012-04-20]. （原始内容存档于2012-04-28）.
60. ↑  視窗8 Apps化玩雲端 可下載試用 盼撼蘋果Android[永久]明報2012年3月2日
61. ↑  . 2012-07-09  [2012-07-10]. （原始内容存档于2012-07-11）.
62. ↑  .   [2012-07-20]. （原始内容存档于2012-07-22）.
63. ↑   (PDF). Microsoft.   [2012-06-18]. （原始内容 (PDF)存档于2014-10-20）.
64. ↑  Mark Sullivan. . PCWord. 2012-06-18  [2012-10-26]. （原始内容存档于2013-02-16）.
65. ↑  . 驱动之家.   [2013-06-16]. （原始内容存档于2013-06-06）.
66. ↑  . 光明网.   [2013-06-16]. （原始内容存档于2013-06-15）.
67. ↑  Nick Wingfield. . The New York Times. 2013-09-03  [2013-09-03]. （原始内容存档于2013-09-06） （英语）.
68. ↑  Shira Ovide. . The Wall Street Journal. 2013-09-03  [2013-09-03]. （原始内容存档于2013-09-03） （英语）.
69. ↑  Tero Kuittinen. . Forbes.com. 2013-09-02  [2013-09-03]. （原始内容存档于2013-09-04） （英语）.
70. ↑  Haydn Shaughnessy. . Forbes.com. 2013-09-03  [2013-10-30]. （原始内容存档于2013-11-01） （英语）.
71. ↑  Peckham, Matt. . Time. Time Inc.   [2014-09-15]. （原始内容存档于2014-09-15）.
72. ↑  Bass, Dina. . Bloomberg. Bloomberg L.P.   [2014-09-16]. （原始内容存档于2014-09-16）.
73. ↑  . IT之家.   [2016-10-26]. （原始内容存档于2016-10-29）.
74. ↑  . 2018-06-04  [2020-04-11]. （原始内容存档于2019-10-16）.
75. ↑  .   [2018-07-17]. （原始内容存档于2018-07-17）.
76. ↑  .   [2019-09-26]. （原始内容存档于2019-01-03）.
77. ↑  . 2019-07-22  [2023-04-19]. （原始内容存档于2023-02-28） （英语）.
78. ↑  . Twitter.   [2022-12-11]. （原始内容存档于2022-12-21） （中文）.
79. ↑  .   [2019-10-03]. （原始内容存档于2019-10-04） （中文（中国大陆））.
80. 1 2  . 美股之家. 2021-07-26  [2021-07-26]. （原始内容存档于2021-07-26）.
81. ↑  Roof, Katie; Bass, Dina. . Bloomberg. 2021-07-11  [2021-07-12]. （原始内容存档于2021-07-31） （英语）.
82. ↑  . Microsoft. 2022-01-18  [2022-01-18]. （原始内容存档于2022-01-21） （美国英语）.
83. ↑  Kennedy, Victoria. . Eurogamer. 2023-10-13  [2023-10-13]. （原始内容存档于2023-10-13）.
84. 1 2 3  . sites.google.com.   [2018-08-02]. （原始内容存档于2021-08-10）.
85. ↑  Amanda Holpuch. . the Guardian.   [2014-08-22]. （原始内容存档于2013-07-11）.
86. ↑  Kyle Wagner. . Gizmodo. Gawker Media.   [2014-08-22]. （原始内容存档于2014-07-08）.
87. ↑  Orland, Kyle. . Ars Technica (Condé Nast). 2016-07-26  [2016-07-26]. （原始内容存档于2016-07-29）.
88. ↑  Whitney, Lance. . CNET. CBS Interactive.   [2016-08-04]. （原始内容存档于2016-08-02）.
89. ↑  Warren, Tom. . The Verge. Vox Media. 2017-06-11  [2017-06-12]. （原始内容存档于2017-06-12）.
90. ↑  . 微软官网. 2011-08-03  [2013-05-18]. （原始内容存档于2013-05-11）.
91. ↑  . Forbes.   [2009-03-19]. （原始内容存档于2009-03-19）.
92. 1 2  . Forbes. 2009-11-03  [2009-10-01]. （原始内容存档于2009-10-04）.
93. ↑  . 中国经济网.   [2014-07-19]. （原始内容存档于2014-10-06）.
94. ↑  . TechWeb.   [2017-10-17]. （原始内容存档于2017-10-24）.
95. ↑  . Micro Focus.   [2020-04-11]. （原始内容存档于2020-04-11） （英语）.
96. ↑  . TechNews 科技新報.   [2020-04-11]. （原始内容存档于2020-04-11） （中文（臺灣））.
97. ↑  . BlockTempo 動區動趨. 2019-05-03  [2019-05-07]. （原始内容存档于2019-05-07） （中文（臺灣））.
98. ↑  Cuen, Leigh. . CoinDesk. 2019-05-13  [2019-05-16]. （原始内容存档于2019-05-15） （英语）.

## 外部連結
- 官方网站
- 官方博客 （英文）
- 微软的Facebook專頁